# Matthias Gäbler
Matthias Gäbler (* 23. September 1949; † 23. September 2009 bei Hohnstein) war ein deutscher Kletterer und Bergsteiger.
Gäbler gehörte in den 1970er und 1980er Jahren neben Bernd Arnold zu den namhaftesten Kletterern im Elbsandsteingebirge. Ihm gelangen zahlreiche Erstbegehungen mit hohem Schwierigkeitsgrad.
Darunter waren 1984 der Weiße Rauch (IXc) am Freien Turm und die Südwandroute (IXc) am Kreuzturm in den Affensteinen. 1986 durchstieg Gäbler an der Osterspitze am Brand mit dem Tanz der Nerven eine weitere IXc erstmals.
Der Diplom-Ingenieur für Elektrotechnik war für den Deutschen Alpenverein als Trainer für Felsklettern tätig.
Der Hohnsteiner Bergsteiger verunglückte bei seiner eigenen Geburtstagsfeier an der nach Karl Gautsch benannten Gautschgrotte in der Sächsischen Schweiz tödlich. Er stürzte infolge eines Fehltritts eine fünf Meter hohe Wand hinab.